# كانجاميوت
كانجاميوت (بالجرينلاندية: Kangaamiut)، هي مدينة تابعة لبلدية كيكاتا جنوب غرب جرينلاند التابعة لمملكة الدنمارك. اسمها السابق جاميل سكرتوبن (بالدنماركية: Gammel Sukkertoppen).

## النقل
كانجاميوت لديها مرسى خاص بخط أومياك القطبي الشمالي.

## السكان
بلغ عدد سكان كانجاميوت 353 نسمة عام 2013. وقد شهدت البلدة انخفاضاً حاداً في عدد سكانها، فقد فقدت أكثر من 36% من سكانها خلال العقد الأخير من القرن العشرين، وفقدت حوالي 26% من السكان منذ عام 2000.